# مايكل بابادوبويلوس
مايكل بابادوبويلوس (بالتشيكية: Michal Papadopulos)‏ (14 أبريل 1985 بأوسترافا في التشيك - ) هو لاعب كرة قدم تشيكي في مركز الهجوم. شارك مع منتخب التشيك تحت 17 سنة لكرة القدم ومنتخب التشيك تحت 19 سنة لكرة القدم ومنتخب جمهورية التشيك تحت 21 سنة لكرة القدم ومنتخب جمهورية التشيك لكرة القدم. أما مع النوادي، فقد لعب مع إنيرجي كوتبوس وبانيك أوسترافا وباير 04 ليفركوزن وزاغويمبيه لوبين ونادي أرسنال ونادي روستوف ونادي ملادا بوليسلاف ونادي هيرنفين وFC Zhemchuzhina-Sochi ‏.

## وصلات خارجية
- مايكل بابادوبويلوس على موقع الاتحاد التشيكي (الإنجليزية)
- مايكل بابادوبويلوس على موقع قاعدة بيانات كرة القدم.إي يو (الإنجليزية)
- مايكل بابادوبويلوس على موقع بيانات كرة القدم. دي إي (الألمانية)
- مايكل بابادوبويلوس على موقع ناشيونال فوتبول تيمز (الإنجليزية)
- مايكل بابادوبويلوس على موقع Soccerbase.com (لاعب) (الإنجليزية)
- مايكل بابادوبويلوس على موقع Soccerway.com (الإنجليزية)
- مايكل بابادوبويلوس على موقع عالم كرة القدم.نت (الإنجليزية)